# Талтемсен
Талтемсен (на френски: Taltemsen; на арабски: تالتمسن; на берберски: ⵜⴰⵍⵜⵎⵙⵏ) е малко високопланинско берберско село в Мароко, регион Сус – Маса (Souss-Massa), провинция Щука – Аит Баха (Chtouka-Aït Baha).
Има население от 55 души към 2004 г. Разположено е в хребета Антиатлас, намира се на 2359 метра надморска височина. Отстои на 120 км южно от Агадир и на 50 км северно от берберското градче Тафраут.